# Бывшие посёлки городского типа Владимирской области
Бывшие посёлки городского типа Владимирской области — посёлки городского типа (рабочие и дачные), потерявшие этот статус в связи с административно-территориальными преобразованиями.

## А
- Андреево — пгт с 1947 года. Преобразован в сельский населённый пункт в 2005 году.
- Анопино — пгт с 1944 года. Преобразован в сельский населённый пункт в 2005 году.

## Б
- Бавлены — пгт с 1962 года. Преобразован в сельский населённый пункт в 2004 году.
- Белая Речка — пгт с 1984 года. Включён в состав города Кольчугино в 2001 году.
- Боголюбово — пгт с 1960 года. Преобразован в сельский населённый пункт в 2005 году.

## В
- Великодворский — пгт с 1927 года. Преобразован в сельский населённый пункт в 2005 году.
- Вербовский — пгт с 1943 года. Включён в состав города Мурома в 1997 году.

## Г
- Галицы — пгт с 1966 года. Преобразован в сельский населённый пункт в 2000 году.
- Гусь-Хрустальный — пгт с 1927 года. Преобразован в город в 1931 году.

## Д
- Добрятино — пгт с 1963 года. Преобразован в сельский населённый пункт в 2005 году.

## З
- Золотково — пгт с 1939 года. Преобразован в сельский населённый пункт в 2005 году.

## И
- Иванищи — пгт с 1941 года. Преобразован в сельский населённый пункт в 2005 году.
- Имени Воровского — пгт с 1938 года. Преобразован в сельский населённый пункт в 2004 году.

## К
- Камешково — пгт с 1927 года. Преобразован в город в 1951 году.
- Карабаново — пгт с 1927 года. Преобразован в город в 1938 году.
- Костерёво — пгт с 1939 года. Преобразован в город в 1981 году.
- Красное Эхо — пгт с 1940 года. Преобразован в сельский населённый пункт в 2005 году.
- Красный Богатырь — пгт с 1945 года. Преобразован в сельский населённый пункт в 2004 году.
- Красный Маяк — пгт с 1945 года. Преобразован в сельский населённый пункт в 2004 году.
- Красный Октябрь — пгт с 1942 года. Включён в состав города Киржач в 2004 году.
- Красный Октябрь — пгт с 1945 года. Преобразован в сельский населённый пункт в 2004 году.
- Курловский — пгт с 1927 года. Преобразован в город Курлово в 1998 году.

## Л
- Лакинский — пгт с 1927 года. Преобразован в город Лакинск в 1969 году.
- Лукново — пгт с 1947 года. Преобразован в сельский населённый пункт в 2004 году.

## М
- Мезиновский — пгт с 1946 года. Преобразован в сельский населённый пункт в 2005 году.

## Н
- Новки — пгт с 1963 года. Преобразован в сельский населённый пункт в 2001 году.
- Нововязники — пгт с 1934 года. Включён в состав города Вязники в 2004 году.
- Новые Петушки — пгт с 1928 года. Преобразован в город Петушки в 1965 году.

## О
- Октябрьский — пгт с 1950 года. Преобразован в сельский населённый пункт в 2004 году.
- Оргтруд — пгт с 1927 года. Первоначально назывался Лемешенский. Преобразован в сельский населённый пункт в 2003 году. С 2005 года микрорайон Оргтруд в составе города Владимир

## С
- Собинка — пгт с 1927 года. Преобразован в город в 1939 году.
- Стёпанцево — пгт с 1948 года. Преобразован в сельский населённый пункт в 2004 году.
- Струнино — пгт с 1927 года. Преобразован в город в 1938 году.

## У
- Уршельский — пгт с 1927 года. Преобразован в сельский населённый пункт в 2005 году.

## Э
- Энергетик — пгт с 1991 года. Включён в состав города Владимира в 2005 году.

## Ю
- Юрьевец — пгт с 1964 года. Включён в состав города Владимира в 2005 году.